# Саджур
Саджур (ивр. סאג'ור‎, араб. ساجور‎) — друзская деревня (местный совет) в Северном округе Израиля.
Расположен примерно в 110 км к северо-востоку от центра Тель-Авива и в 35 км к северо-востоку от города Хайфа, на высоте 364 м над уровнем моря. Площадь совета составляет 3,296 км².

## Население
По данным Центрального статистического бюро Израиля, население на начало 2020 года составляло 4 270 человек.
По данным на 2005 год 100 % населения было представлено арабоязычными друзами.